# Laemophloeus politus
Laemophloeus politus là một loài bọ cánh cứng trong họ Laemophloeidae. Loài này được Fairmaire miêu tả khoa học năm 1881.